# Xunantunich
Xunantunich (ʃunan'tunitʃ /shunantúnich/) es un yacimiento arqueológico de la cultura maya. Se localiza a 130 kilómetros al oeste de la ciudad de Belice, en el distrito de Cayo (occidente de Belice), cerca de la frontera con Guatemala. Xunantunich fue construida cerca de la ribera del río Mopán, que atraviesa Belice de oeste a este. El nombre del sitio proviene del maya yucateco para Mujer de piedra, y es un nombre moderno, como los que se da a muchos otros sitios arqueológicos de Mesoamérica. El nombre antiguo permanece desconocido. Mujer de piedra refiere a un fantasma que, según los beliceños, habita en la zona arqueológica. Viste completamente de negro, y sus ojos son encendidos como si tuviesen fuego. Generalmente aparece frente a la construcción conocida como El Castillo, asciende las escalinatas de piedra para desaparecer en el muro de piedra.

## Historia
Varias de las construcciones de Xunantunich datan del período Clásico, entre los siglos III y X de nuestra era. Existen evidencias de que algunos edificios fueron gravemente dañados por un terremoto en el tiempo en que la ciudad estaba habitada, terremoto que está relacionado con el abandono del sitio por parte de sus pobladores.

## Descripción del sitio
El área central de Xunantunich ocupa cerca de 2.6 kilómetros cuadrados de superficie. Incluye un conjunto de seis plazas rodeadas por más de veinticinco templos y palacios. Una construcción emblemática de la zona arqueológica es El Castillo, que es la segunda edificación precolombina más alta de Belice, tras el Templo de El Caracol con una altura de 40 metros. Las excavaciones arqueológicas han puesto al descubierto varias fachadas recubiertas de finos relieves de estuco en algunos edificios de Xunantunich.

## Excavaciones arqueológicas
La primera exploración moderna en Xunantunich fue conducida por Thomas Gann entre 1894 y 1895. Más tarde Eric S. Thompson, profundizó en la investigación arqueológica en el sitio desde 1930, misma que fue continuada por otros arqueólogos hasta recientemente en la última década dels siglo XX.

## Galería

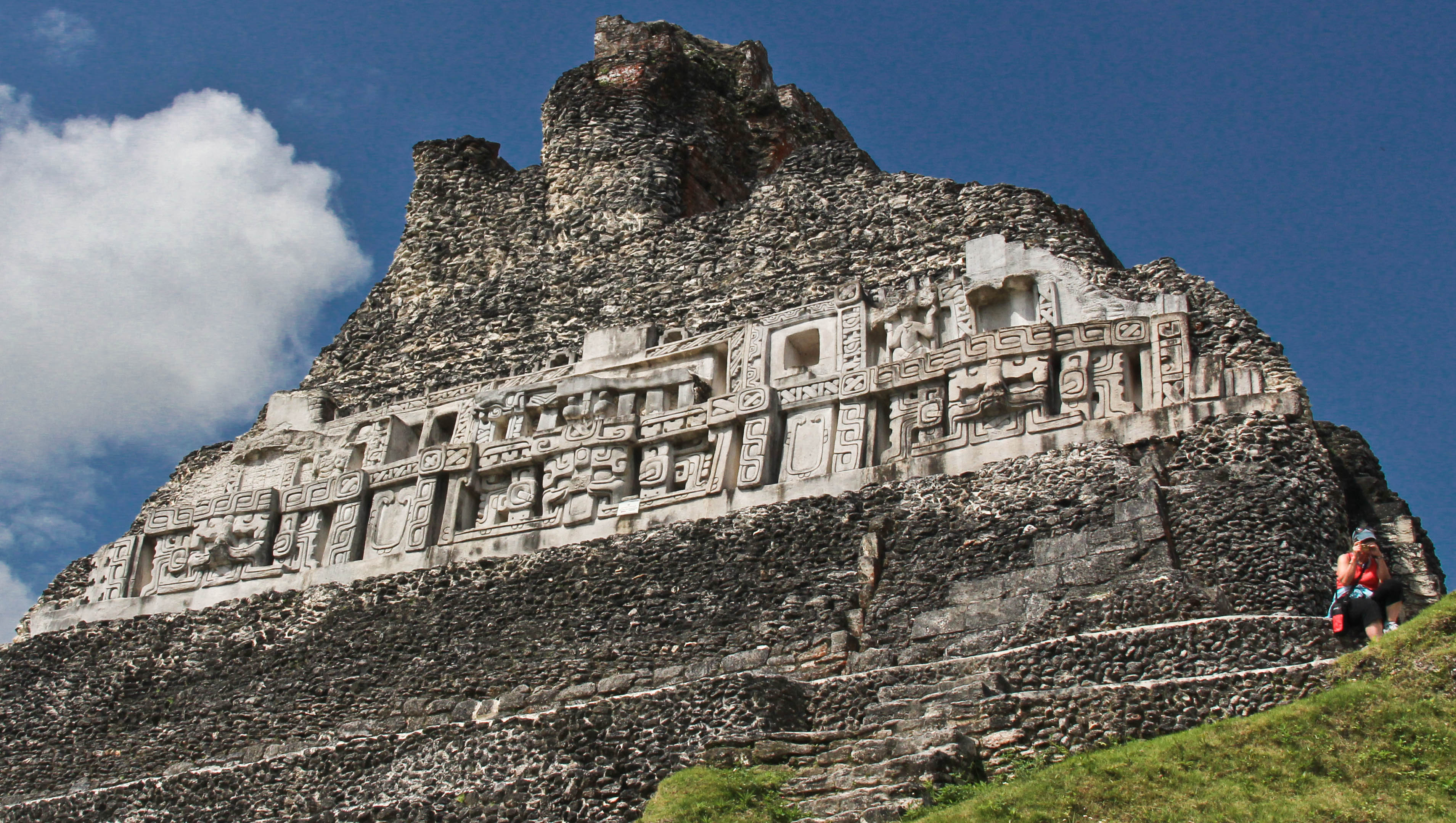
Perspectiva de El Castillo
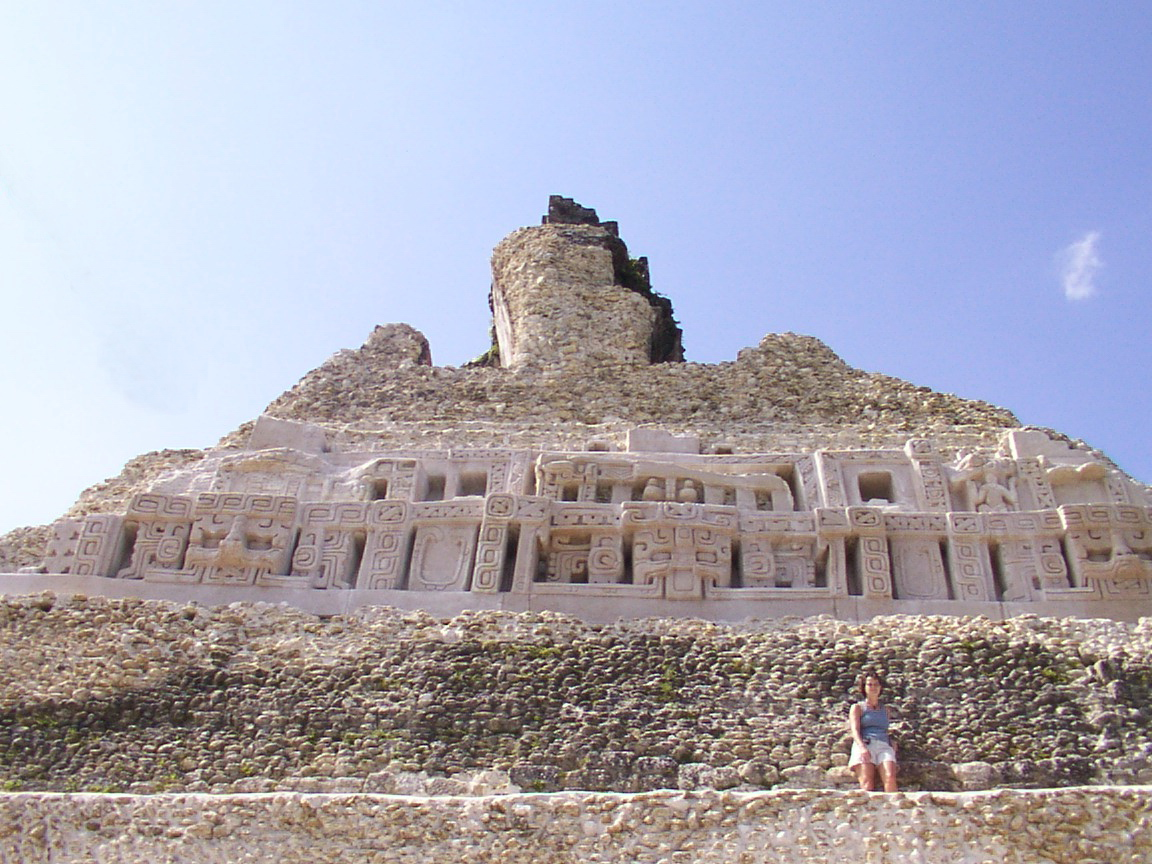
El Castillo de Xunantunich
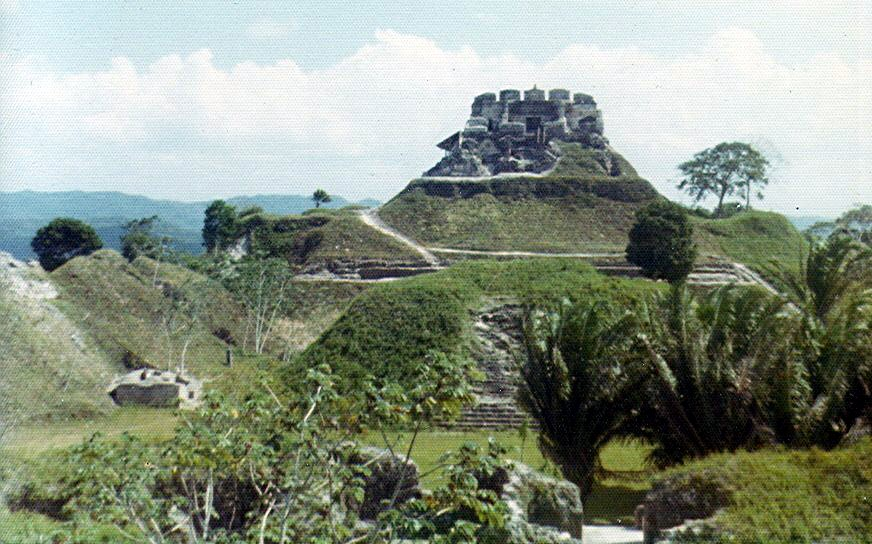
Ruinas de Xunantunich
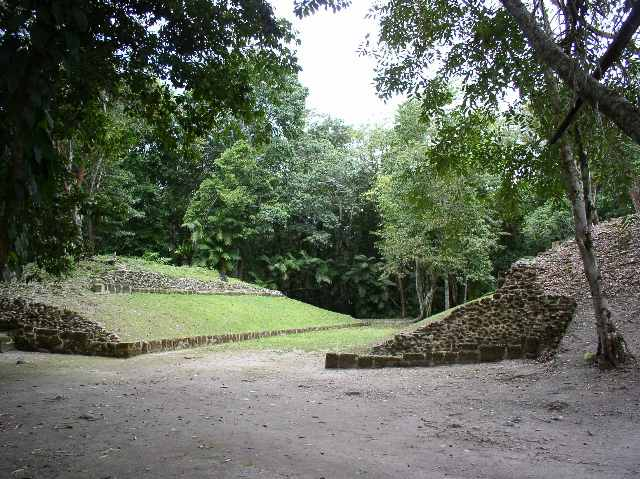
Plaza para el juego de la pelota